# Falowiec przy ul. Obrońców Wybrzeża w Gdańsku
Falowiec przy ul. Obrońców Wybrzeża w Gdańsku – falowiec w Gdańsku, na Przymorzu Wielkim, przy ul. Obrońców Wybrzeża. Jest jednym z najdłuższych budynków mieszkalnych w Europie oraz (w zależności od przyjętych kryteriów) najdłuższym lub drugim pod względem długości budynkiem mieszkalnym w Polsce.

## Opis obiektu
Modernistyczny blok mieszkalny projektu Danuty Olędzkiej, Tadeusza Różańskiego i Janusza Morka, który powstał w odpowiedzi na konkurs SARP z 1959 roku jako część osiedla składającego się z bloków o 5 i 11 kondygnacjach o powierzchni 6 km². Budynek jest jednym z ośmiu gdańskich falowców – bloków, które kształtem bryły i układu balkonów przypominają falę. Drzwi do mieszkań prowadzą z zewnętrznych galerii. Falowiec został zbudowany w latach 1970–1973, oddawany był do użytku segmentami. Jego docelowa długość zwiększyła się w trakcie budowy. Budynek ma 800 metrów długości, 32 metry wysokości oraz 13 metrów szerokości. Na 11 kondygnacjach znajdują się 1792 lokale mieszkalne i 16 klatek schodowych. Poszczególne segmenty ustawione są względem siebie pod kątem 165 stopni, są też dodatkowo lekko wygięte w łuk tworząc wrażenie morskiej fali. Obiekt został zbudowany z prefabrykatów w technologii wielkoblokowej. Jest superjednostką, galeriowcem, z ograniczoną liczbą klatek schodowych.
Falowiec położony jest około kilometra od brzegu Zatoki Gdańskiej. W 2014 roku w falowcu zameldowanych było 3451 osób. Faktyczna liczba osób mieszkających w budynku może wynosić nawet 6 tysięcy
Falowiec przy Obrońców Wybrzeża wymieniany jest jako najdłuższy budynek mieszkalny w Polsce lub drugi pod względem długości, jeśli wziąć pod uwagę warszawski budynek Pekin. Ten drugi, pomimo że ma 1,5 kilometra długości, to w rzeczywistości składa się z 22 połączonych ze sobą bloków, nietworzących jednak spójnej linii. W skali Europy, falowiec bywa wymieniany jako trzeci pod względem długości budynek mieszkalny, po Karl-Marx-Hof w Wiedniu (1,1 km) i budynku Corviale w Rzymie (980 m).

## Falowiec w kulturze
- W 1991 roku brytyjska księżniczka Anna Windsor, córka Elżbiety II, podczas swojej wizyty w Polsce, odwiedziła w falowcu polską rodzinę, wybraną jako przykład „zwykłej, polskiej rodziny”[4].
- Powieść „Latawiec z betonu(inne języki)” Moniki Milewskiej wydana w 2019, opowiada o gdańskim falowcu[12]. Została wydana także w formie słuchowiska Polskiego Radia[13] oraz spektaklu Teatru Telewizji, gdzie główną rolę zagrał Janusz Chabior[14].
- Spektakl „Beton” Miejskiego Teatru Miniatura w Gdańsku, jest adaptacją powieści „Latawiec z betonu”[15].